# Белосток
Белосто́к, Бялы́сток (пол. Białystok [bʲaˈwɨstɔk], бел. Беласток) — город на северо-востоке Польши, на реке Бяла. Административный центр Подляского воеводства.
Население на 31 декабря 2019 года составляло 297 554 человек, город является одиннадцатым в Польше по величине. Первое упоминание о Белостоке относится к 1437 году, права города даны в 1719 году.

## Этимология

Малый герб Белостока

Название города происходит от реки Белой (Бяла), на берегу которой он располагается. Оно может быть переведено как «склон у Белой (Бялы)». В разное время носил названия: бел. Беласток, идиш ביאַליסטאָק‎ (Byalistok, Bjalistok), лит. Balstogė, и рус. Белосток. 
По мнению лингвиста А. П. Непокупного, название города имеет ятвяжское происхождение, названия с суффиксом -сток как вторым элементом гидронима распространены в верховьях реки Нарев.

## География
Географические координаты 53°07′ с. ш. 23°10′ в. д.. Расстояние от Белостока до Варшавы составляет 188 км, до границы с Беларусью — 54 км. Железнодорожный узел.

### Ландшафт

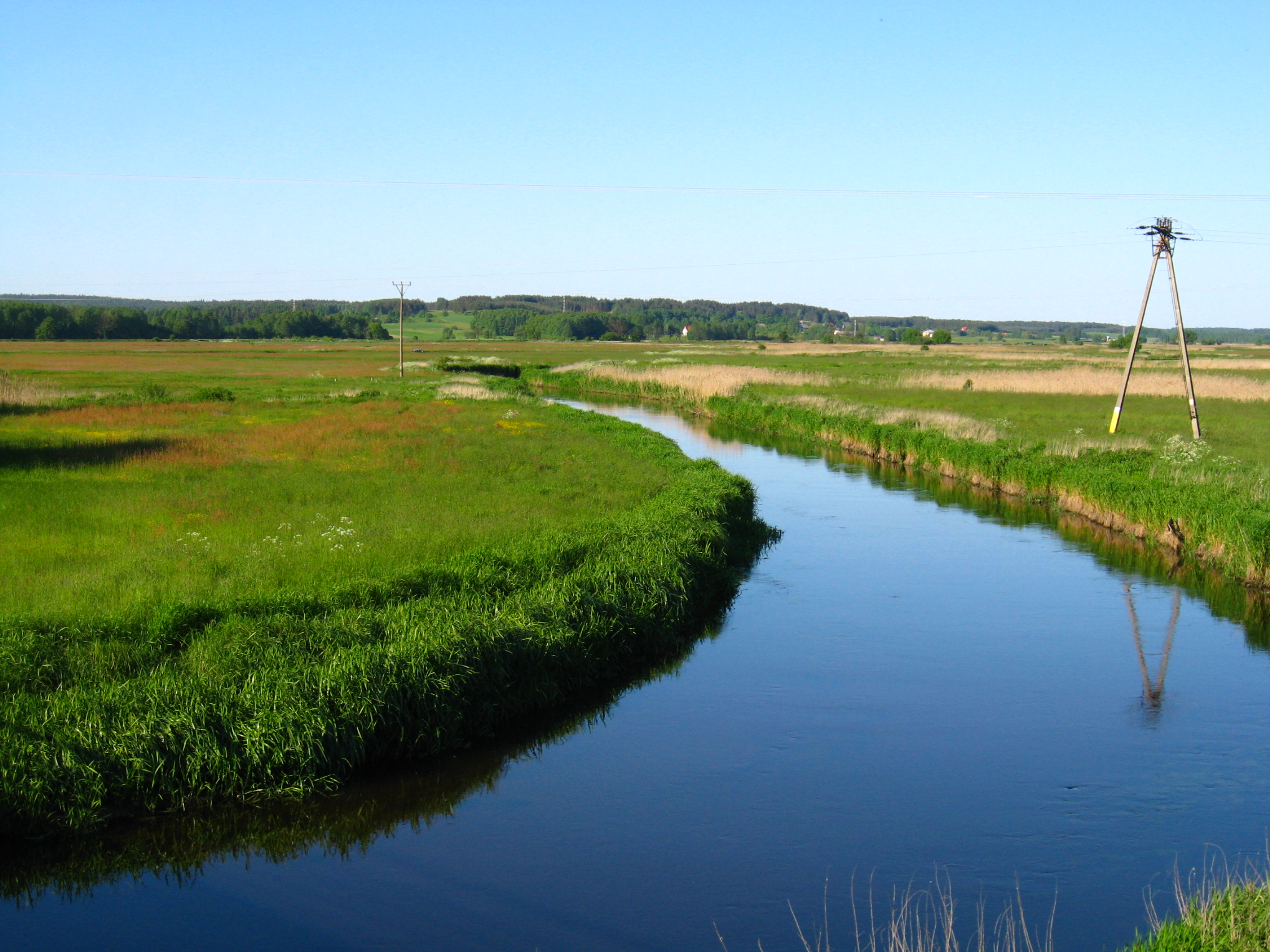
Река Бяла (Белая) возле города

Белосток — самый крупный город на северо-востоке Польши, расположен на Белостокской возвышенности Северо-Подлясской низменности; регион известен как Зелёные лёгкие Польши. Через город протекает река Бяла, левый приток реки Супрасль. Ландшафт Белостокской возвышенности сочетает высокие моренные холмы и камы, обширные зандровые области возвышенности покрыты лесами. Зелёные территории занимают примерно треть площади города, в том числе 19 % занимают леса; Белосток является одним из самых «лесистых» городов в Польше.
В пределах границ города находится часть Кнышинского леса, которая образует два заповедника площадью около 260 га. Зверинецкий заповедник площадью 33,34 га был образован в 1996 году, представляет собой тугайный лес с преобладанием дуба и граба. Заповедник Антонюк создан в 1995 году и занимает площадь примерно 70 га, представляет собой смешанный лес с преобладанием лещины и ели.
Леса вблизи прудов Дольиды площадью 40 га используются спортивно-рекреационным центром Белостока (пол. Miejski Ośrodek Sportu i Rekreacji w Białymstoku). Окрестности прудов Дольиды используются в качестве пляжа, а также для наблюдения за птицами и рыбалки.

### Климат
Белосток находится на северо-востоке Польши и имеет влажный континентальный климат. Известен самыми холодными зимами в стране со средней температурой января −2,8°С и абсолютным минимумом −35.4 °C. Лето умеренно тёплое, со средней температурой июля 18,4 °C и абсолютным максимумом 36,0 °C. Выпадает в среднем 550 мм осадков в год. Число морозных дней — от 50 до 60, средняя продолжительность устойчивого снежного покрова составляет от 90 до 110 дней.
| Показатель                    | Янв.  | Фев.  | Март | Апр. | Май  | Июнь | Июль | Авг. | Сен. | Окт.  | Нояб. | Дек.  | Год   |
| ----------------------------- | ----- | ----- | ---- | ---- | ---- | ---- | ---- | ---- | ---- | ----- | ----- | ----- | ----- |
| Абсолютный максимум, °C       | 12,9  | 16,4  | 21,8 | 29,3 | 31,7 | 32,6 | 36,0 | 35,2 | 33,6 | 25,4  | 18,5  | 13,8  | 36,0  |
| Средний суточный максимум, °C | −0,4  | 1,1   | 6,1  | 13,6 | 19,2 | 22,2 | 24,3 | 23,7 | 18,1 | 11,7  | 5,2   | 1,1   | 12,1  |
| Средняя температура, °C       | −2,8  | −1,9  | 1,7  | 7,9  | 13,1 | 16,4 | 18,4 | 17,5 | 12,6 | 7,4   | 2,7   | −1,2  | 7,6   |
| Средний суточный минимум, °C  | −5,4  | −4,9  | −2,4 | 2,2  | 6,8  | 10,3 | 12,6 | 11,6 | 7,7  | 3,6   | 0,3   | −3,5  | 3,2   |
| Абсолютный минимум, °C        | −35,4 | −32,9 | −24  | −8,3 | −4,5 | −0,2 | 4,2  | 0,2  | −5,1 | −11,2 | −20,7 | −29,3 | −35,4 |
| Норма осадков, мм             | 30    | 20    | 30   | 30   | 50   | 70   | 70   | 70   | 50   | 40    | 40    | 40    | 580   |
| Источник: Погода и климат     |       |       |      |      |      |      |      |      |      |       |       |       |       |

## История

### Древнее время
Археологические раскопки свидетельствуют о том, что появление первых поселений на территории современного Белостока относится к каменному веку. Захоронения древних поселенцев обнаружены в районе Дойлиды.
В период раннего железного века здешние земли занимали племена пруссов, ятвягов и носители Вельбарской культуры, с которыми связано появление каменных курганов.

### Средневековье и новое время
В 1145 году великий князь Киевский Всеволод Ольгович провел победоносную кампанию в Польше, выступив на стороне Владислава II, который в то время вёл борьбу против Болеслава IV. Болеслав сумел уговорить русинов отказаться от союза с Владиславом, отдав Руси Визну — находившуюся в полста километрах к западу от мест, где позже и был основан Белосток.
В XIII веке Визна была самым северо-западным городом Галицко-Волынского княжества и относилась к Берестейской земле. В 1286 году город был занят литовцами, которые повели из него атаки на Тевтонский орден, также претендовавший на эти земли. Союз князя Болеслава II Мазовецкого с литовцами, закреплённый его браком с дочерью литовского князя Тройдена, утвердил здесь власть последнего — несмотря на протесты тевтонских рыцарей, некоторое время ещё продолжавших свои притязания на эту территорию.
С XIV века — в составе Великого княжества Литовского (в память об этом вплоть до 1991 года город подчинялся в церковном отношении Вильнюсской епархии). Легенда утверждала, что город основан в 1320 году Гедимином, но в письменных источниках он впервые отмечен в 1437 году, когда территория вокруг реки Белой была пожалована польским королём Казимиром Ягеллончиком Рацко Табутовичу.
В 1547 году город перешёл во владение семьи Веселовских, построивших каменный замок и храм. После смерти последнего Веселовского в 1645 году город отошёл в собственность домена Королевства Польского. В 1661 году пожалован Стефану Чарнецкому в награду за его подвиги в борьбе со шведами. Четыре года спустя, как приданое его дочери Александры, отошёл к семье Браницких (герба Гриф).
В 1692 году Стефан Николай Браницкий получил от короля Речи Посполитой Яна Собеского магдебургское право для своего местечка Белостока и построил там собственный дворец. По ходатайству Браницких король Август III в 1749 году подтвердил магдебургское право Белостоку.
Расцвет Белостока приходится на время правления гетмана Клементия Браницкого, заведшего блестящий двор и пригласившего художников и ученых.

### В составе Российской империи

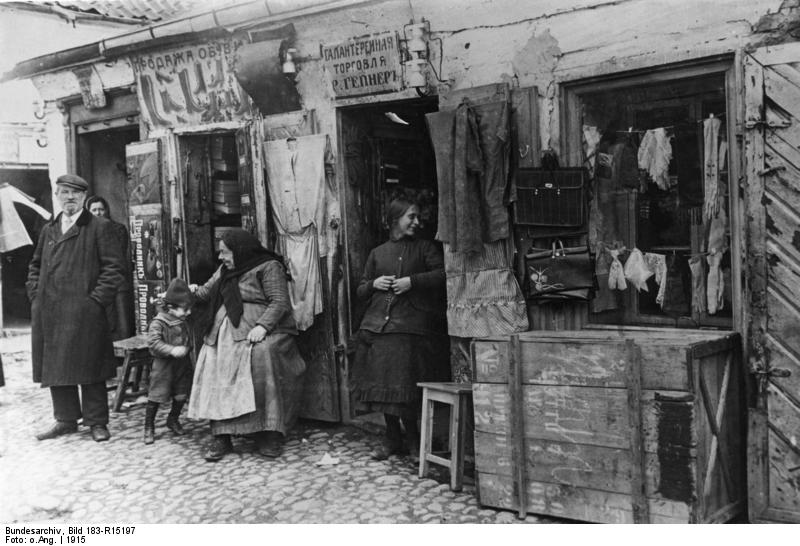
Белосток, 1915

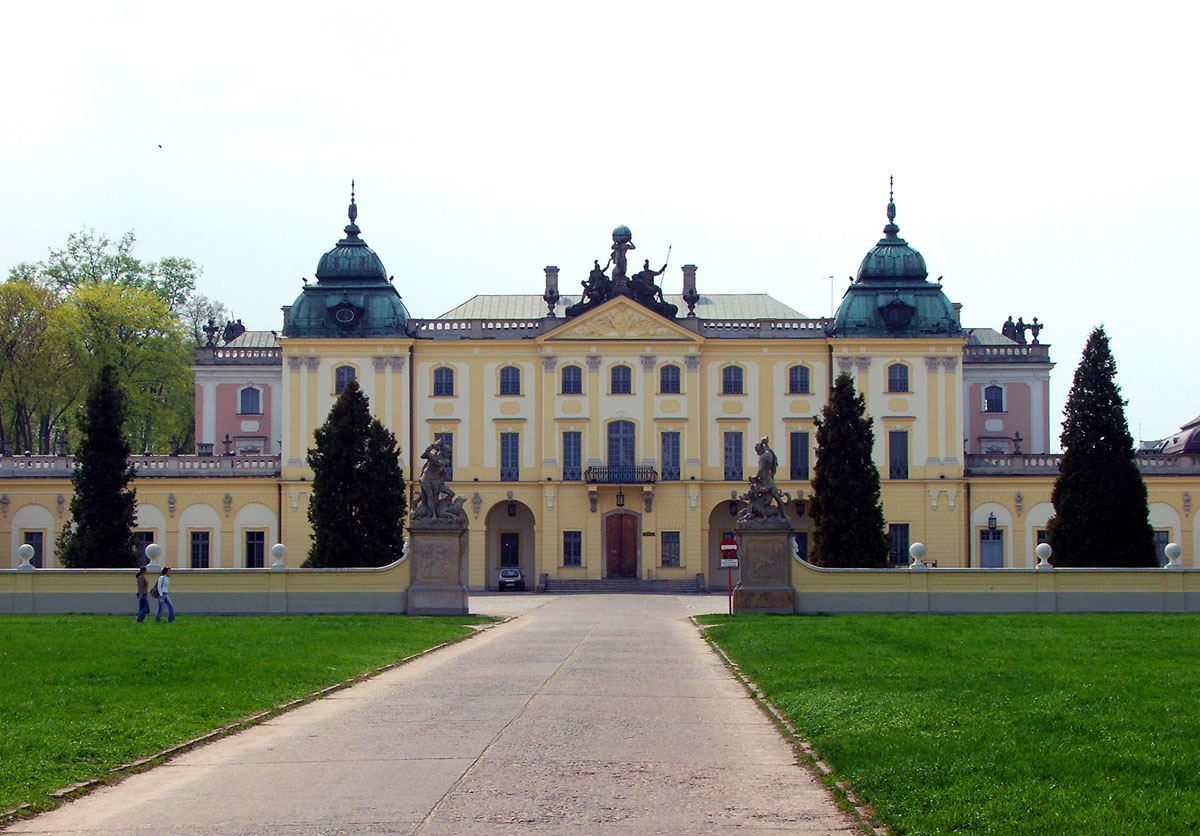
Дворец Браницких

По Третьему разделу Речи Посполитой (1795 год) в составе Пруссии (провинция Новая Восточная Пруссия, был столицей одноимённого департамента Военно-доменной камеры), причём город был выкуплен у Потоцких (наследников Браницких); по Тильзитскому миру (1807 год) передан Наполеоном Российской империи, в составе которой был главным городом Белостокской области, а по её упразднении в 1842 году — уездным городом Гродненской губернии, центром Белостокского уезда.

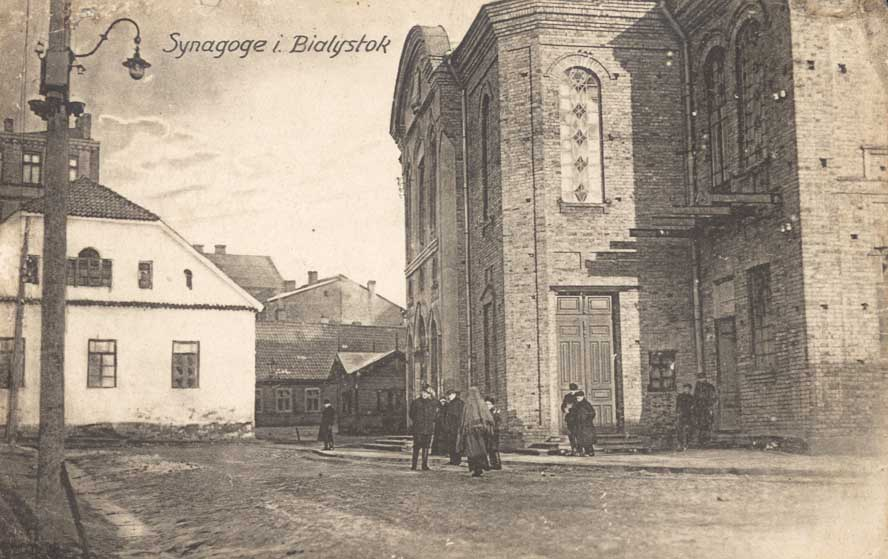
Большая синагога Белостока

В середине XIX века в окрестностях города появляются суконные фабрики. Город становится центром текстильной промышленности и переживает стремительный рост (с 13 787 жителей в 1857 году до 65 781 в 1901 году; впрочем, из них лишь примерно 60 % составляло постоянное население, остальные приходили на дневные заработки). По религиозному составу, по данным на 1889 год, из 56 629 человек населения 48 552 человека составляли иудеи, 3347 — католики,  2366 — протестанты, 2242 — православные, 22 — мусульмане. В городе была 1 православный храм, 1 костёл, 1 лютеранская кирха, 2 синагоги (Большая синагога — крупнейшая деревянная синагога в Восточной Европе и Синагога Пясковер), 39 молитвенных домов, 2 театра (временных), реальное училище, институт благородных девиц, уездное училище, начальные церковные училища (приходское, лютеранские и еврейский хедер), 2 частные школы, окружная лечебница, еврейская больница и военный лазарет. Ежегодно 24 июня (по старому стилю) в городе проходила ярмарка.
Население Белостока возросло с 17 тысяч в 1868 году до 80 тысяч в 1900 году. Согласно данным переписи 1897 года, евреи составляли 66% населения города. Доля других национальных групп была следующей: поляков — 18,2%, русских — 7,8%, немцев — 5,8%. В 1868 году в городе было 27 фабрик, в 1879 году их количество возросло до 47. Происходили периодические массовые выступления рабочих местных предприятий. Так, например, в 1901 году в Белостоке произошел целый ряд забастовок. Стихийные забастовки 1901–1903 годов охватывали до 22% всех работников Белостока. Первой анархистской организацией в Российской империи стала группа еврейских анархистов, возникшая в Белостоке весной 1903 года. Летом 1904 года анархисты Белостока начали «акты экономического террора», первой жертвой которого стал владелец местной прядильной фабрики А. Каган, попытавшийся объединить для борьбы со стачечным движением всех предпринимателей города. Всего с сентября 1903 года до 1 июня 1906 года в городе произошло 42 случая нападений на представителей власти, преимущественно полицейских, в результате которых было убито 9, тяжело ранено — 8, ранения легкой или средней тяжести получили 11 человек.
В июне 1906 года в городе произошёл еврейский погром.

### Первая мировая война и Советско-польская война
13 августа 1915 года Белосток после ожесточённой бомбардировки был занят войсками германской армии. В марте 1918 года объявлен частью Белорусской народной республики, в июле 1918 года стал частью Литвы. 19 февраля 1919 года захвачен Польшей. 28 июля 1920 года занят Красной Армией с формированием Временного революционного комитета, претендовавшего на роль коммунистического правительства Польши. Всего месяц спустя, 23 августа, после поражения Красной Армии в битве под Варшавой и перехода Войска Польского в контрнаступление был возвращён под контроль Польши.

### Вторая мировая война

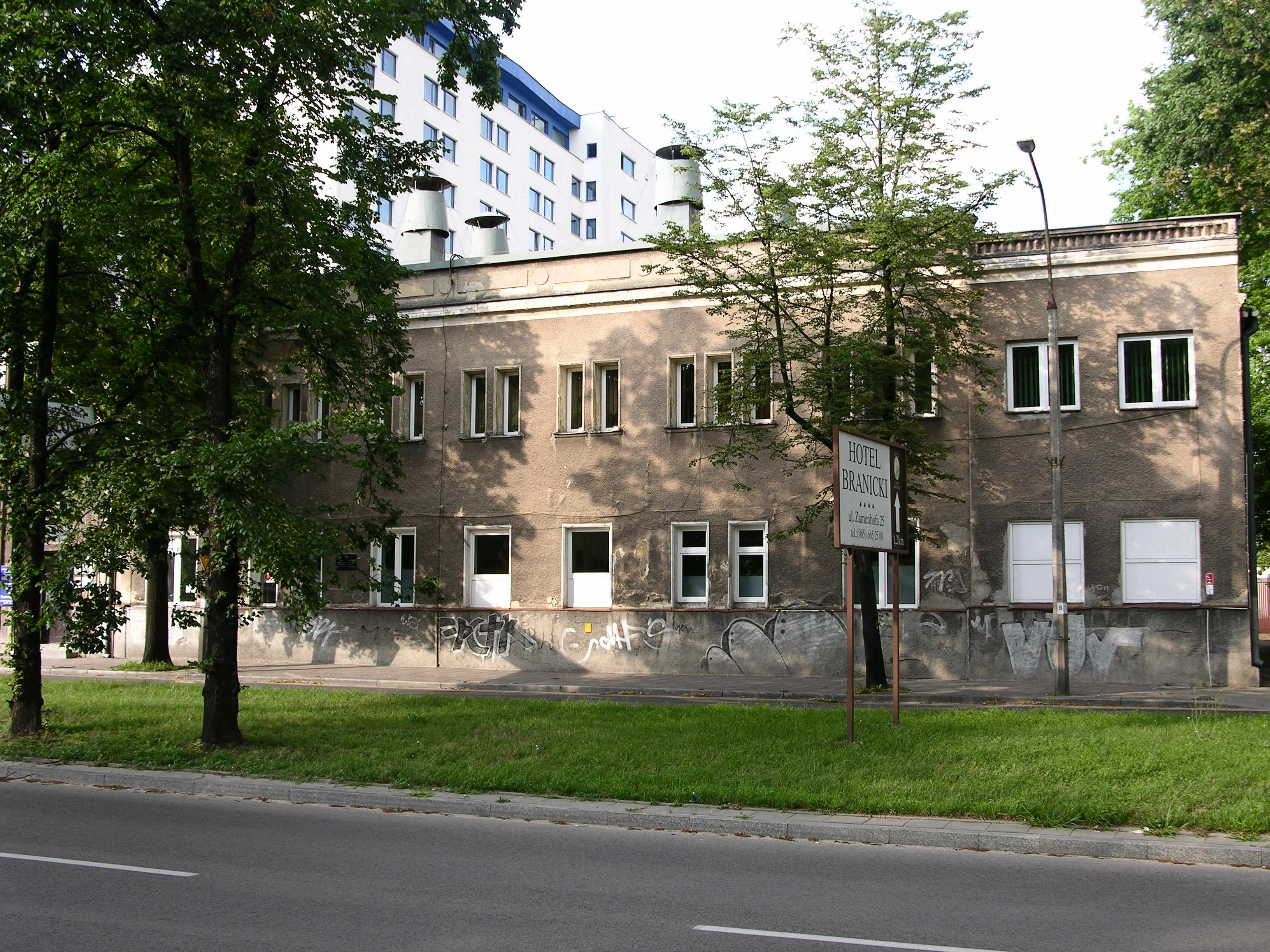
Синагога Бейт Шмуэль в Белостоке

В сентябре 1939 года был захвачен немцами, но в соответствии с пактом Молотова — Риббентропа передан СССР. Немецкие документы подтверждают, что часть местного населения встречала советские войска радостно. Начальник оперативного отделения 206-й дивизии вермахта майор Нагель в донесении от 26 сентября 1939 года отметил, что 22 сентября 1939 года наблюдал «прием русских войск в Белостоке с ликованием пролетарского населения».
4 декабря 1939 года Белосток стал центром Белостокской области Белорусской ССР. Был разделен на 3 района. 27 июня 1941 года вновь занят немцами; в городе и его окрестностях в ходе Белостокско-Минского сражения была окружена 10-я армия РККА. В последующих боях она была разгромлена, но части бойцов и командиров удалось выйти из окружения. Многие из оставшихся продолжили борьбу с врагом в рядах партизанских отрядов.
Из Белостокской области немцы создали Специальный Белостокский округ, напрямую присоединив его к нацистской Германии в составе гау Восточная Пруссия.
Еврейское население города было согнано в гетто и уничтожено в течение августа. Более 56 000 белостокских евреев погибли. В гетто завозили евреев и из других мест. 15 августа 1943 года, в связи с планировавшейся ликвидацией гетто, в нём началось восстание.
В 1943 году в городе была открыта Коммерческая школа. Ученики школы были связаны с Армией Крайовой и принимали участие в движении Сопротивления.
В июле 1944 года город был освобожден Красной Армией и присоединён к Белоруссии. 20 сентября 1944 года в рамках обмена населением с СССР, Белосток с прилегающими районами был передан Польше, которая насильственно выслала оттуда белорусов и украинцев.

### Послевоенный период
С 1944 года Белосток являлся административным центром Белостокского воеводства. В 1975 году оно было поделено между тремя меньшими: Белостокским, Сувалкским и Ломжинским, Белосток стал административным центром меньшего по размеру Белостокского воеводства.
5 июня 1991 года Белосток посетил папа римский Иоанн Павел II, была основана архиепархия Римско-Католической церкви с центром в Белостоке.
В 1998 году была проведена административная реформа, в результате которой с 1 января 1999 года Белостокское воеводство прекратило существование и было образовано Подляское воеводство с центром в Белостоке.
16 мая 2005 года распоряжением воеводы Подляского воеводства Nr. 52/05 была образована Белостокская агломерация в целях более динамичного развития региона, в состав агломерации вошли города Супрасль, Василькув и ряд деревень из прилегающих гмин.

## Население
Исторически Белосток находился на пересечении путей внутренней и внешней миграции, особенно из стран Центральной и Восточной Европы. Согласно всероссийской переписи 1897 года из 66 032 жителей своим родным языком считали: 40 972 жителя (62 %) — идиш, 11 385 (17,2 %) — польский, 6797 (10,3 %) — русский язык, 3705 (5,6 %) — немецкий, 2447 (3,7 %) — белорусский.
Согласно официальным данным переписи населения в настоящее время 97 % жителей города составляют поляки, 2,5 % — белорусы и 0,5 % — прочие национальные меньшинства, в частности, русские, литовские татары, украинцы, цыгане и евреи. Белорусская община в Белостоке имеет ряд организаций, проводится Всепольский фестиваль белорусской песни, действует Генеральное консульство Белоруссии.
По состоянию на 31 декабря 2015 года население города составляет 295 981 человек, из них 138 854 мужчины и 157 127 женщин. Число родившихся за 2015 год — 3014 человек, умерших — 2476 человек, таким образом наблюдается естественный прирост населения в сравнении с предыдущим годом. Процент трудоспособного населения составляет 63,7 %, на протяжении последних лет сохраняется тенденция к росту числа лиц пенсионного возраста, который в настоящее время составляет 19,3 %.

## Городское управление

### Органы власти

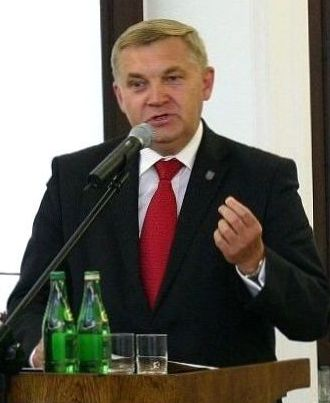
Президент города Тадеуш Трусколяский

Белосток имеет статус города на правах повята. Главой города является городской президент, с 5 декабря 2006 года президентом города является Тадеуш Трусколяский.
Представительным органом власти является городской совет, в который входят 28 депутатов и который избирается на 4 года. Нынешний созыв городского совета действует с 2014 года, большинство в городском совете в настоящее время имеет партия «Право и справедливость».
Белосток является центром Подляского воеводства, в городе располагается администрация воеводства, региональный парламент (сеймик) и другие органы власти региона. Белосток также является центром избирательного округа № 24, от которого в парламент избрано 14 депутатов.

### Административное деление
Город состоит из 28 административных единиц (оседле). Первые 27 оседле были созданы 25 октября 2004 года постановлением городского совета № XXXI/331/04, 28-я оседле, Дойлиды Гурне, была создана 23 октября 2006 года после включения в состав города трёх деревень.
| Карта Белостока    | оседле            | оседле |
|                    |                   |        |
| 1. Центр           | 2. Белосточек     |        |
| 3. Сенкевича       | 4. Бояры          |        |
| 5. Пяски           | 6. Придворцовое   |        |
| 7. Млодых          | 8. Антонюк        |        |
| 9. Ярошувка        | 10. Выгода        |        |
| 11. Пяста I        | 12. Пяста II      |        |
| 13. Скорупы        | 14. Мицкевича     |        |
| 15. Дойлиды        | 16. Бема          |        |
| 17. Кавалерийское  | 18. Нове Място    |        |
| 19. Зелёное Взгужа | 20. Старосельце   |        |
| 21. Солнечный Сток | 22. Лесна Долина  |        |
| 23. Высокий Сточек | 24. Дзесенцины I  |        |
| 25. Дзесенцины II  | 26. Бачечки       |        |
| 27. Завады         | 28. Дойлиды Гурне |        |

В годы нахождения в составе СССР Белосток делился на 3 района — Дзержинский, Молотовский и Советский (образованы 24 марта 1941 года).

## Спорт

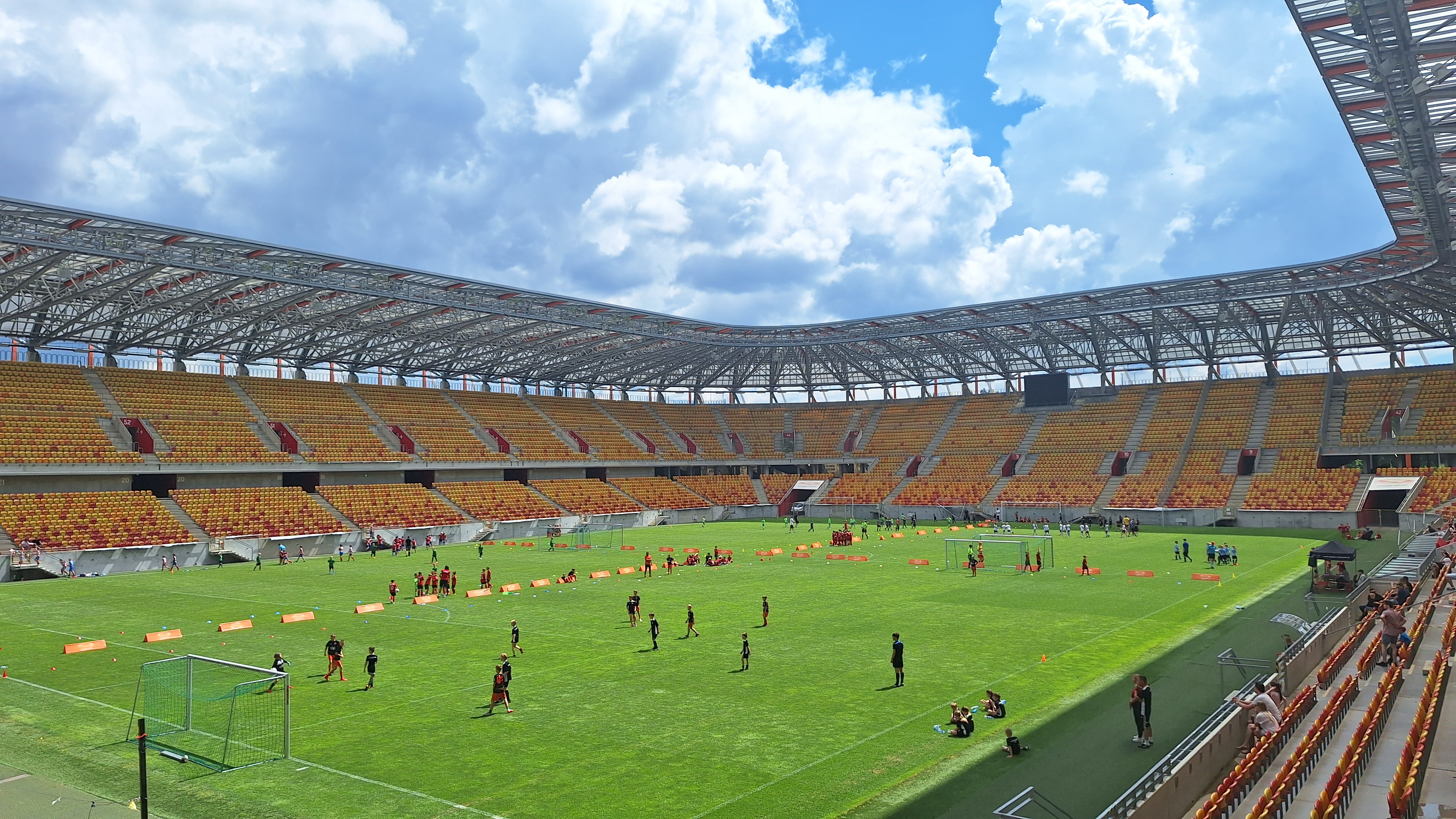
Городской стадион в Белостоке

В городе функционируют ряд спортивных клубов — как профессиональных, так и любительских. Наиболее известен футбольный клуб «Ягеллония», основанный в 1920 году, входит в число участников чемпионата Польши по футболу (пол. Ekstraklasa). Клуб становился чемпионом Польши (2023/24), а также обладателем Кубка (2009/10) и Суперкубка Польши по футболу (2010). Клуб дважды, в 2017 и 2018 завоёвывал серебряные медали, а в 2015 году стал бронзовым призёром чемпионата Польши.
В городе есть стадион вместимостью более 22 тысяч человек. В 2014 году была завершена реконструкция стадиона.

## Культура
Белосток является важнейшим культурным центром Подляского воеводства. В число учреждений культуры входят театры, музеи искусства, исторические музеи и т. п.

### Театры
В Белостоке находятся следующие театры:
- Белостокский кукольный театр — основан в 1953 году, является одним из старейших кукольных театров в Польше[38];
- Драматический театр имени Александра Венгерки. Расположен в здании, построенном в 1933—38 годах[39]
- Театр оперы и филармонии. В конце июня каждого года в амфитеатре проводится фестиваль Halfway[40].

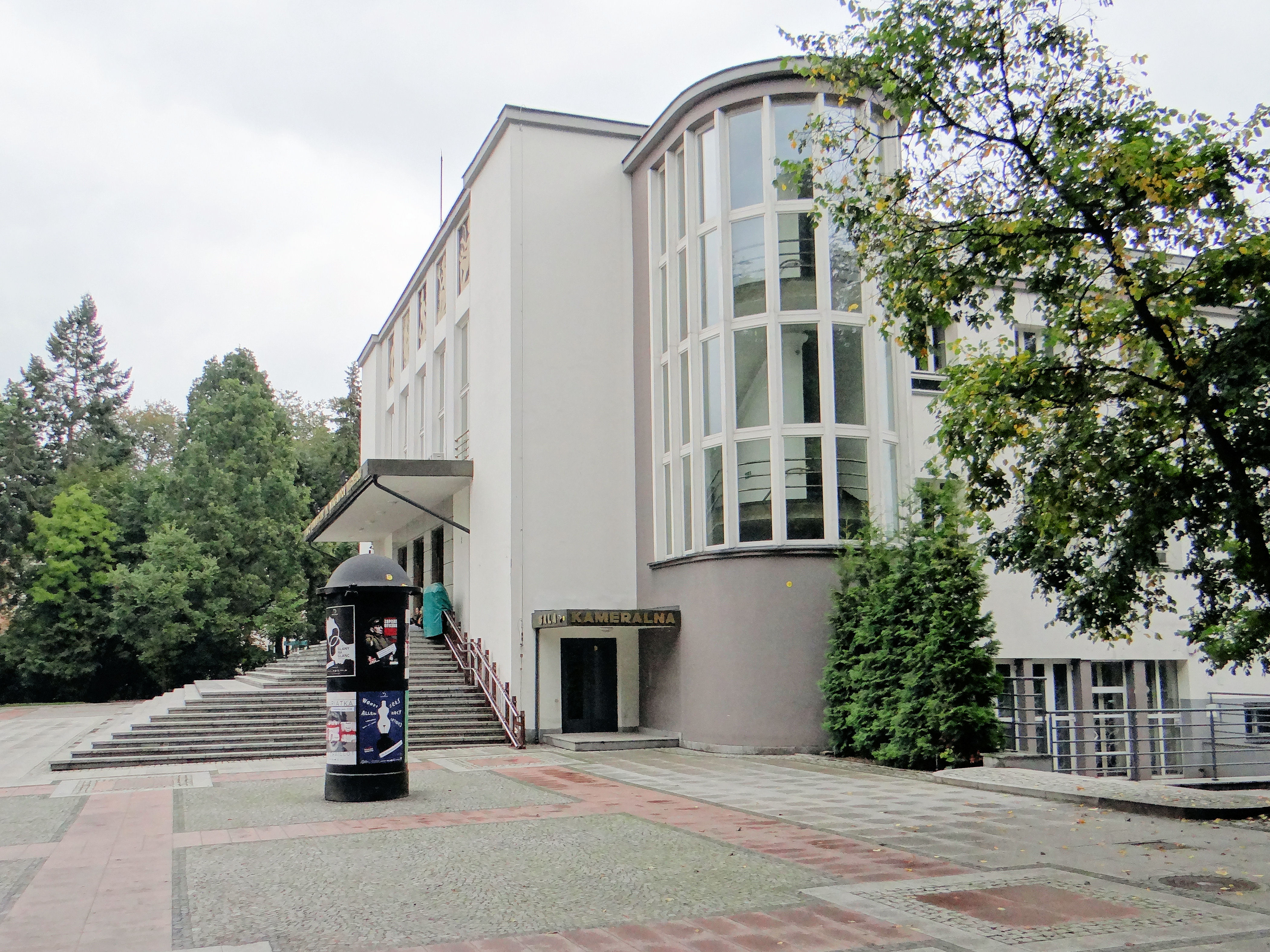
Драматический театр имени Александра Венгерки

### Культура нацменьшинств
Город является культурным центром белорусского меньшинства в Польше и одним из основных центров Польской православной церкви.
В Белостоке проживает большая цыганская община и располагается Центральная Рада цыган в Польше, которая издаёт ежемесячный журнал «Рром п-о дром» на польском и цыганском языках. В Белостоке находится самая большая православная община в Польше, в городе существует обычай праздновать Рождество два раза в году — по григорианскому (25 декабря) и юлианскому календарю (7 января).

### Достопримечательности
- Дворец Браницких — «Подляшский Версаль» (середина XVIII века)
- Базилика Вознесения Девы Марии (Старый костёл, 1621) — старейший из сохранившихся храмов города
- Церковь Марии Магдалины (1758)
- Ратуша (1745—1761), в которой ныне расположился музей
- Дом Конюшего (1771)
- Собор Николая Чудотворца (1843—1846), в котором в настоящее время хранятся мощи святого Гавриила Белостокского
- Синагога Бейт Шмуэль (1902)
- Синагога Цитронов (1939)
- Церковь Святого Роха (XX век)
- Церковь Святого Духа — крупнейшая православная церковь в Польше.
- Памятник Людвигу Заменгофу
- Музей памяти Сибири

Домик Наполеона в Белостоке
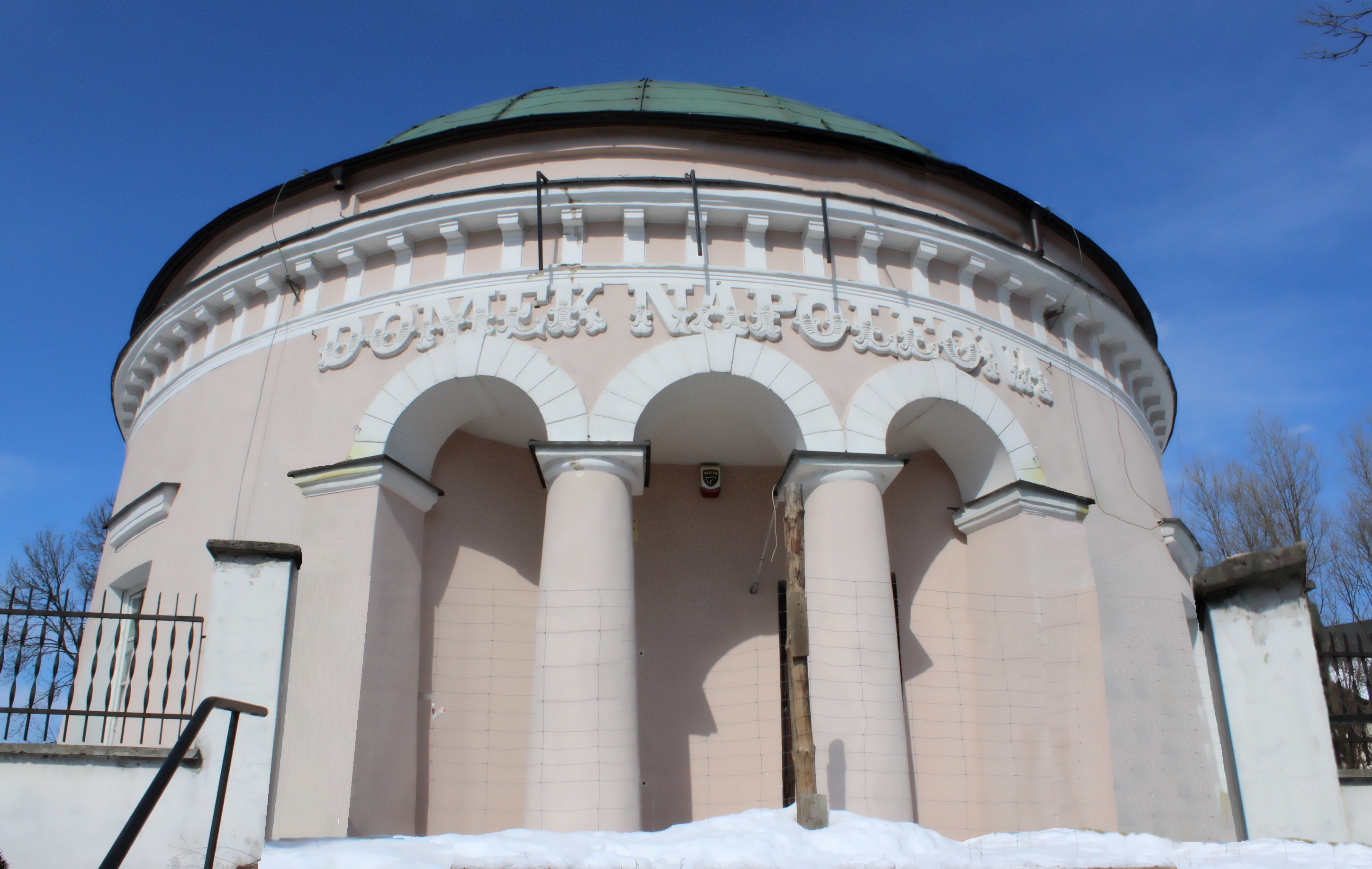
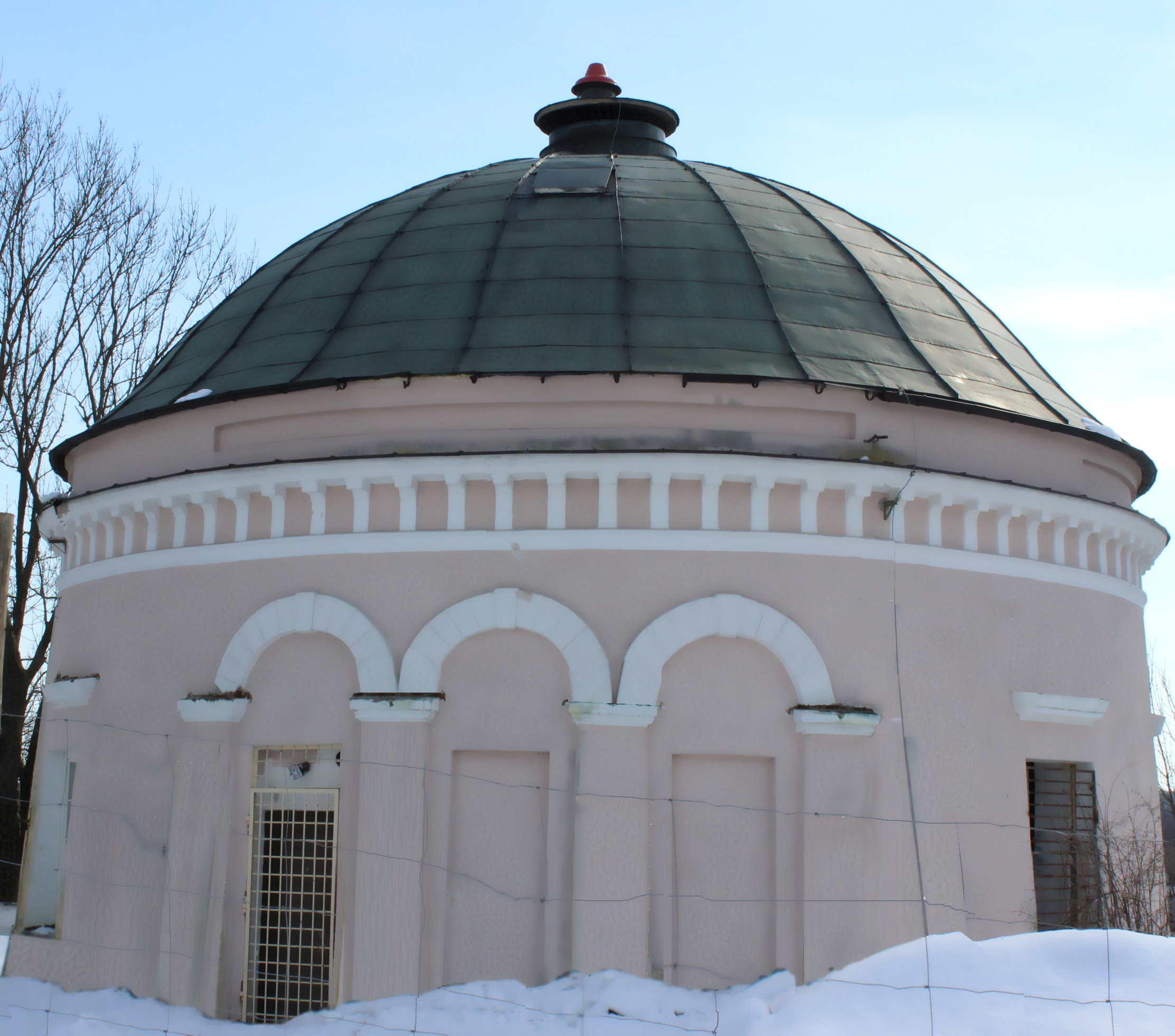
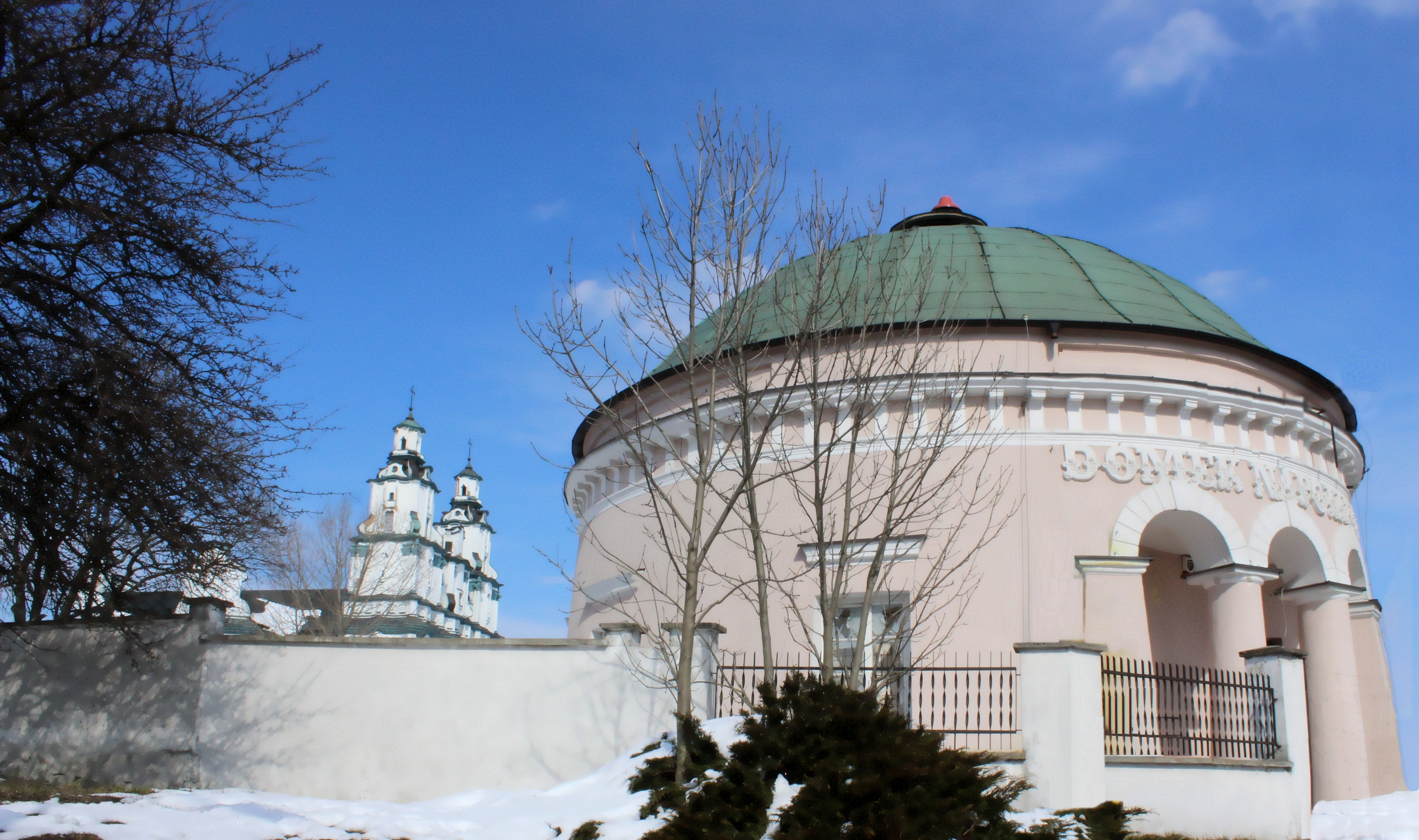

## Экономика
Начиная с XIX века, Белосток становится важным промышленным центром, наряду с ростом промышленного производства происходит рост населения города. В XX веке Белосток остаётся важным экономическим центром, появляется ряд новых предприятий. После смены власти в Польше в 1989 году экономика города, как и страны в целом, испытала определённые трудности, ряд предприятий были закрыты.
В городе действуют предприятия пищевой, деревообрабатывающей, керамической промышленности и машиностроения, в числе которых:
- Пивоваренный завод «Dojlidy» — основан в 1891 году, принадлежит компании  Kompania Piwowarska SA, находящейся под контролем британской пивоваренной компании SABMiller, производит один из самых популярных сортов пива в Польше, Zubr[42]
- Polmos Białystok — крупнейший в Польше производитель водки[43]
- Agnella — крупнейшее в стране предприятие по производству ковров[44]
- Supon Białystok — крупнейший в Польше производитель пожарного оборудования[45]

## Транспорт
В силу своего географического положения Белосток на протяжении веков являлся важным транспортным центром. В настоящее время Белосток является крупнейшим транспортным центром Подляского воеводства и важным транспортным центром на востоке Польши. Через город пролегает европейский автомобильный маршрут Е67, также предполагается прохождение через Белосток железной дороги Rail Baltica.
Через Белосток проходят следующие национальные дороги:
- — Жешув-Люблин-Бельск-Подляски-Белосток-Кузница (белорусско-польская граница)
- — Голдап (российско-польская граница)-Элк-Белосток-Бобровники (белорусско-польская граница)
- / E67 — Будзиско (Польско-литовская граница)-Белосток-Варшава-Вроцлав-Кудова-Здруй (чешско-польская граница)

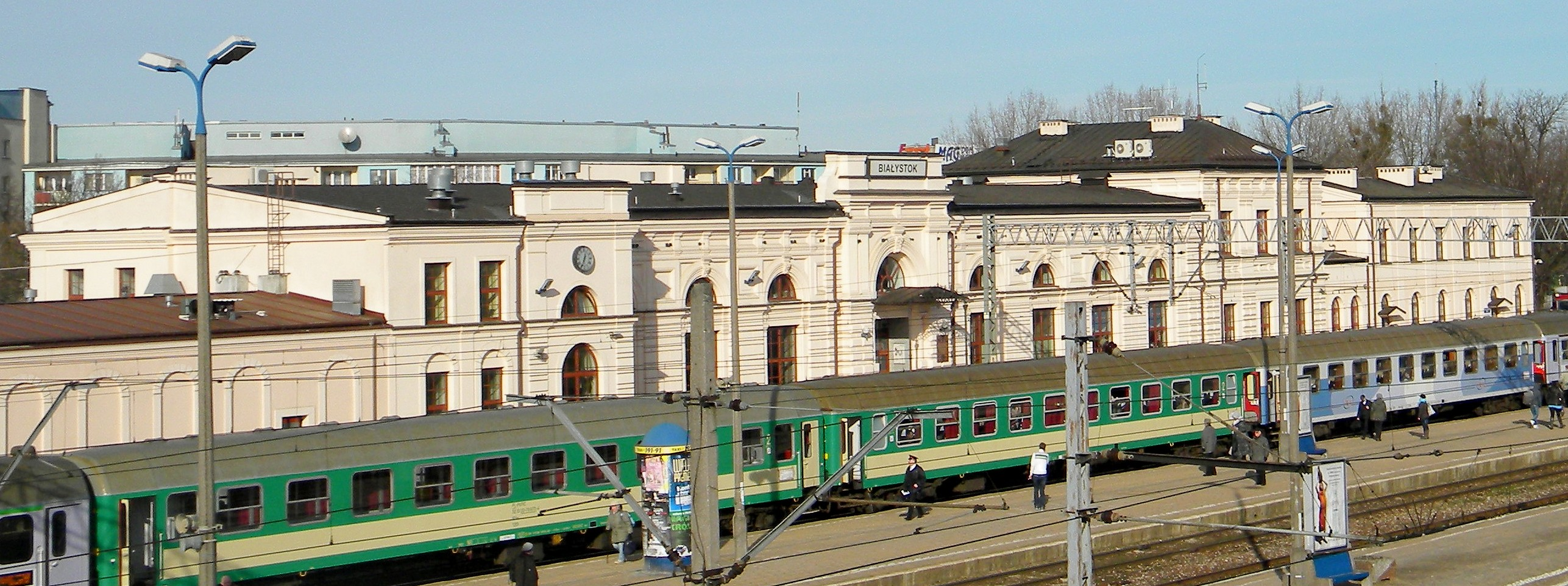
Железнодорожная станция

Железнодорожными маршрутами Белосток связан с рядом городов Польши, а также с Гродно (Белоруссия) и Вильнюсом (Литва). Перевозками занимаются две организации — PKP Intercity и Przewozy Regionalne.

## Образование
С 1997 года в городе функционирует Белостокский государственный университет (свыше 15 тыс. студентов), который имеет также филиал в Вильнюсе.
Также в городе имеются медицинский университет и вечерняя инженерная школа. Всего 15 высших учебных заведений.

## Религия
В начале 1900-х годов Белосток являлся крупнейшим по концентрации еврейского населения городом мира. В 1931 году в городе проживало примерно 40 000 евреев.
С 1991 года город является центром архиепархии Белостока, открытой во время визита Папы Римского Иоанна Павла II.

Помимо Римско-католической церкви, в городе находится значительная община автокефальной Польской православной церкви, город является центром Белостокской и Гданьской епархии, город является крупнейшим в Польше по концентрации православного населения.

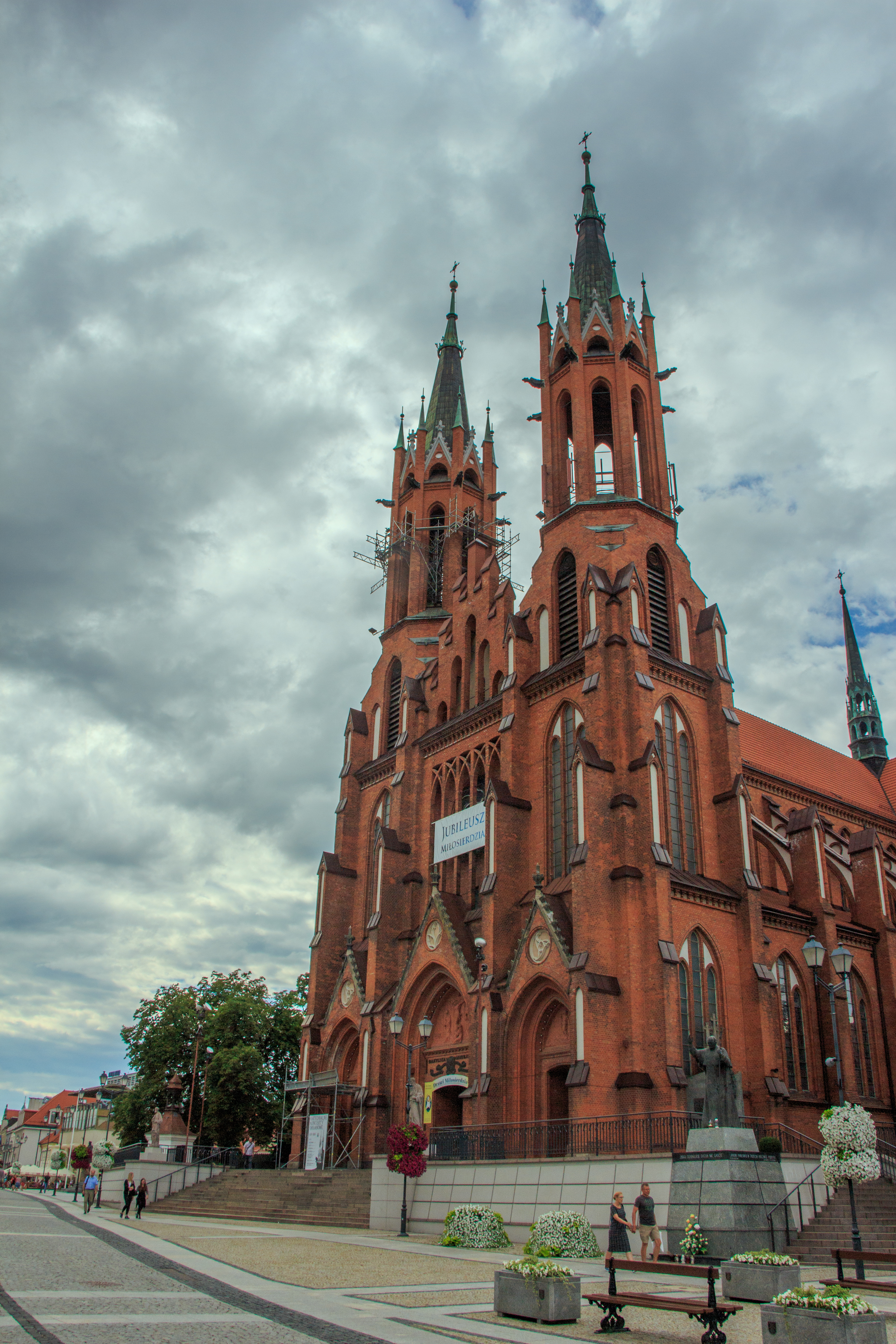
Католический собор Вознесения Пресвятой Богородицы
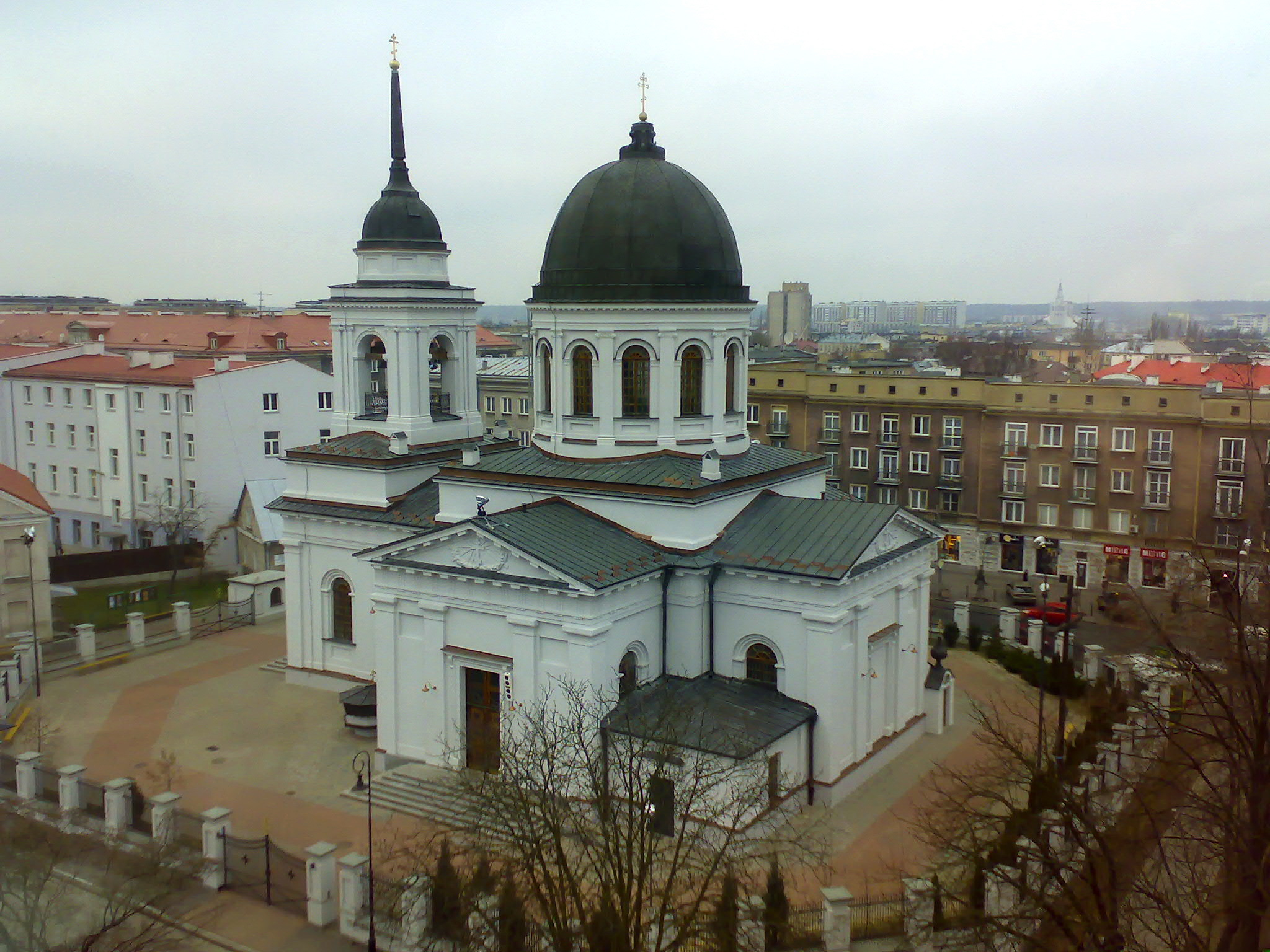
Православный собор Святого Николая Чудотворца

## Почетные граждане Белостока[49]
- Юзеф Пилсудский — 1921
- Мариан Зындрам-Косцялковский — 1934
- Альфонс Карны — 1975
- Лех Валенса — 1990
- Рышард Качоровский — 1990
- Славой Лешек Глудзь — 1995
- Иоанн Павел II — 1996
- Станислав Шимецкий — 1998
- Хенрик Гульбинович — 2000
- Ежи Максымюк — 2000
- Здзислав Пешковский — 2005
- Войцех Земба — 2006
- Катрин Станкевич фон Эрнст и Зигмунт Станкевич — 2006
- Луи-Кристоф Залески-Заменгоф — 2007
- Иаков (Костючук) — 2019
- Павел Адамович — 2019

## Тезка города
В Кривошеинском районе Томской области России есть одноимённое село, основанное в 1898 году сосланными в Сибирь жителями Белостока.

### Топографические карты
- Лист карты N-34-XXX Белосток. Масштаб: 1 : 200 000. Состояние местности на 1969-1983 год. Издание 1986 г.